# Anne-Sophie Jura
 (mars 2025).
Anne-Sophie Jura (née le 10 août 1992 à Colfontaine), est une ex-sportive professionnelle de judo devenue conseillère au cabinet du ministre-président de Wallonie Elio Di Rupo depuis juin 2021. Elle est également une candidate politique belge francophone représentant le Parti Socialiste (PS) au niveau fédéral.

## Biographie
Anne-Sophie Jura naît le 10 août 1992, à Colfontaine. Elle se passionne tôt pour le judo, elle devient athlète professionnelle en 2014 et remporte de nombreux prix durant sa carrière à laquelle elle met un terme en 2021. En parallèle de sa carrière sportive, elle débutera des études pour devenir assistante sociale à l'UCLouvain[réf. nécessaire]. Elle fera ensuite un master en psychologie de la famille et de la sexualité qu'elle terminera en 2020 et elle fera ensuite un mémoire sur l'implication des parents au sein des familles de sportifs venant de milieux plus précaires.
En juin 2021, elle devient conseillère au cabinet du ministre-président de Wallonie Elio Di Rupo.
En 2024, elle se présente aux élections en tant que candidate au Fédéral en représentant le Parti Socialiste (PS).

## Parcours politiques

### Les débuts en tant que conseillère
Elle commencera sa carrière politique en tant que conseillère au cabinet du ministre-président de Wallonie Elio Di Rupo en juin 2021 ce qui lui apportera une expérience tant professionnelle qu'humaine.

### Campagne électorale
En 2018, elle s'engage en politique pour la première fois sur la liste PS de Colfontaine,, elle y occupera la 6ème place.
Elle se présentera ensuite en 2024 en tant que candidate au fédéral sur la liste du Parti Socialiste (PS) en portant le numéro 10.

## Parcours sportif

### Révélation précoce
À l'âge de 5 ans et demi, Anne-Sophie Jura rejoint ses frères sur les tatamis. Deux ans plus tard, elle s'inscrit au club de Frameries, afin d’être affiliée  la ligue belge de judo. Ses années cadettes sont marquées par son ascension sur les podiums de Belgique deux fois médaillées bronze aux championnats de Belgique. À partir de 2007, elle remporte plusieurs titres consécutifs de championne de Belgique. Ses objectifs sont alors de débuter sur la scène internationale, et d'espérer une sélection pour le Championnat d'Europe des moins de 17 ans en juillet 2008. Elle termine troisième à Coimbra lors d'un Tournoi EJU A (EJU est le sigle international de l'Union européenne de judo), ce qui la classe en Elite Internationale A et a la qualifie pour les championnats d'Europe de la catégorie d'âge.

### Carrière en catégories de jeunes
Malgré son élimination, Ce championnat d'Europe à Sarajevo contribue à sa progression avec deux combats face à des judokates qui disputent les championnats d’Europe juniors deux mois après.

#### Championnats d’Europe junior
Après deux tentatives qui finissent en échecs, la troisième est la bonne. C'est le 11 septembre 2009 qu'elle remporte le titre de Championne d'Europe Juniors à Yerevan en Arménie. Elle a alors 17 ans et est reconnue par l'EJU comme la plus jeune médaillée Or de ce Championnat d'Europe -20 ans.

#### Championnats du monde junior
Elle participe en octobre au Mondiaux 2009 mais elle n'arrive pas à se démarquer: une blessure au genou une semaine avant l'échéance la prive de combat et de la possibilité de montrer toutes ses capacités. Elle met un terme à sa saison et elle décide de rejoindre le club du Judo Top Niveau de Tournai.

## Palmarès
|                         | Cat.   | 2013 | 2014 | 2015 | 2016 | 2017 | 2018 | 2019 | 2020 |
| ----------------------- | ------ | ---- | ---- | ---- | ---- | ---- | ---- | ---- | ---- |
| Jeux olympiques         | -48 kg | x    | x    | x    | -    | x    | x    | x    | x    |
| Championnats du monde   | -48 kg | -    | -    | -    | x    | -    | 17e  | -    | x    |
| Championnats d'Europe   | -48 kg | -    | -    | -    | 9e   | -    | 5e   | -    | 9e   |
| Championnat de Belgique | -48 kg | 2e   | 1re  | 1re  | -    | 1re  | 1re  | -    |      |

| Année | Compétition                         | Lieu         | Résultat | Catégorie      |
| ----- | ----------------------------------- | ------------ | -------- | -------------- |
| 2009  | Championnats d'Europe juniors (U20) | Erevan       | 1re      | Moins de 44 kg |
| 2013  | Tournoi World Cup de Madrid         | Madrid       | 3e       | Moins de 48 kg |
| 2013  | Jeux de la Francophonie             | Nice         | 1re      | Moins de 48 kg |
| 2014  | Championnats d'Europe espoirs (U23) | Wrocław      | 3e       | Moins de 48 kg |
| 2016  | Tournoi World Cup de Buenos Aires   | Buenos Aires | 3e       | Moins de 48 kg |
| 2017  | Tournoi World Cup de Bucarest       | Bucarest     | 3e       | Moins de 48 kg |
| 2018  | Tournoi World Cup de Varsovie       | Varsovie     | 3e       | Moins de 48 kg |